# Leucomphalos
Genre
Classification phylogénétique
Leucomphalos est un genre de plantes à fleurs dicotylédones de la famille des Fabaceae, sous-famille des Faboideae, originaire d'Afrique équatoriale, qui comprend quatre espèces acceptées.

## Liste d'espèces
Selon The Plant List (2 novembre 2018) :
- Leucomphalos brachycarpus (Harms) Breteler
- Leucomphalos callicarpus (Benth.) Breteler
- Leucomphalos capparideus Planch.
- Leucomphalos mildbraedii (Harms) Breteler